# Безперчий, Дмитрий Иванович
Дмитрий Иванович Безперчий (30 октября 1825, Курск — 30 сентября 1913) — русский живописец и график, представитель романтического академизма, ассоциируемый со школой Карла Брюллова, педагог; жанрист и портретист, также работал как церковный декоратор и иллюстратор.

## Жизнь и творчество
Изучал живопись в Санкт-Петербурге, в Академии художеств в период с 1841 по 1846 год, ученик К. П. Брюллова (работал в его мастерской с 1843 года). После окончания Академии — «свободный художник». Известен своими акварелями, писал также маслом (жанровые полотна «С поля» (1859—60), «Бандурист» (1860-е годы), а также «Автопортрет», «Сватовство на Гончаровке» и др.). Автор ряда графических серий — «Гайдамаки» (1848, сохранились эскизы), иллюстации к «Мёртвым душам» Н. В. Гоголя и др. Наиболее плодотворными для художника были 1850-е годы. В 1860-е — 1890-е годы Д. И. Безперчий занимается также религиозной живописью, расписывает церкви на Слободской Украине и в Крыму.
Как преподаватель рисования работал в Нежинском лицее, в харьковских Второй городской гимназии и в Реальном училище. Среди учеников мастера следует назвать художников Г. И. Семирадского, С. И. Васильковского, М. С. Ткаченко, П. А. Левченко, скульптора В. А. Беклемишева, художника-авангардиста, родоначальника конструктивизма В. Е. Татлина.
Полотна работы Д. И. Безперчего хранятся в художественных музеях Харькова (Харьковском художественном музее), Киева, Сум и др.